# Antonio Tajani
Antonio Tajani, italijanski in evropski politik, pravnik, * 4. avgust 1953, Rim.
Od januarja 2017 do julija 2019 je bil predsednik Evropskega parlamenta. Pred tem je bil eden od štirinajstih podpredsednikov Evropskega parlamenta in Evropski komisar za industrijo in podjetništvo, pa tudi evropski komisar za transport in tudi eden od podpredsednikov Evropske Komisije. Več let je zasedal tudi mesto evropskega poslanca.
22. oktobra 2022 je postal minister za zunanje zadeve Italijanske republike v vladi Giorgie Meloni. Ob enem je postal tudi podpredsednik vlade.

## Zgodnje življenje
V zgodnjem obdobju je po študiju prava opravljal delu oficirja Italijanskih zračnih sil, kjer je opravljal delo na radarju. Ima tudi profesionalne izkušnje novinarja in tujega dopisovalca (v Lebanon, Somalijo, Sovjetsko zvezo) za nacionalni radio RAI. Govori angleško, francosko in špansko.
Glede na zgodnja prepričanja je bil monarhist, udeleževal se je tudi različnih vojaških podmladkov, ki so podpirali nekdanjo kraljevo rodbino Savoycev. Je eden ustanoviteljev stranke Forza Italia, določeno obdobje je bil tiskovni predstavnik Silvia Berlusconija.

### Pobuda za 50.000 turistov
Kot komisar za industrijo in podjetništvo je Tajani zagovarjal dvig življenjskega standarda s poudarkom na turizmu in potovanjih. Dal je celo izjavo, da bi morali jemati turizem in potovanja za človeško pravico širitve obzorij. Ob tem je Tajani ponudil tudi poseben evropski projekt, imenovan "50,000 turistov", ki se je začel junija 2011, in podpira promocijo turizma zunaj sezone med Južno Ameriko in Evropo. Pri tem se opirajo na sodelovanje med evropskimi vladami, turističnimi organizacijami in letalskimi družbami.

## Spori
V pismu z dne 12. februarja 2013 je evropski komisar za okolje Janez Potočnik opozoril Tajanija o "razširjeni zaskrbljenosti, da so avtomobilski okoljski testi performansa bili prilagojeni tesno v skladu s preskusnim ciklom, kar bi lahko pomenilo neupoštevanje ali dramatično povečanje emisij zunaj ozkega področja uporabe". Tajani je zavrnil možnosti ukrepanja ali poročanja o Potočnikovi skrbi, a je kasneje sledil škandal Volkswagnovih emisij, ki je potrdil pomisleke evropskega komisarja v letu 2015. Na kasnejši EMISovi obravnavi o tem je Tajani zmotno trdil, da tedaj ni bil obveščen o tem vprašanju.
Ob izvolitvi za predsednika Evropskega parlamenta so nekatere organizacije izražale razočaranje, saj naj ne bi podpiral pravice LGBT, kar naj bi bilo sporno, saj so ga podpirale tudi politične skupine ALDE. Menijo, da bi lahko diskriminiral na podlagi spolne usmerjenosti.